# Налим (село)
Налим — село в Заинском районе Татарстана. Входит в состав Верхненалимского сельского поселения.

## География
Находится в восточной части Татарстана на расстоянии приблизительно 15 км на юго-восток по прямой от железнодорожной станции города Заинск.

## История
Известно с 1678 года. В начале XX века действовали две Покровский церкви (1735 и 1897 года постройки), поэтому село упоминалось иногда как Покровское.

## Население
Постоянных жителей было: в 1859—331, в 1870—489, в 1913—694, в 1920—698, в 1926—475, в 1938—497, в 1958—344, в 1970—367, в 1979—243, в 1989—145, в 2002—119 (татары 98 %, фактически кряшены), 108 в 2010.